# Alte Mühle Templin

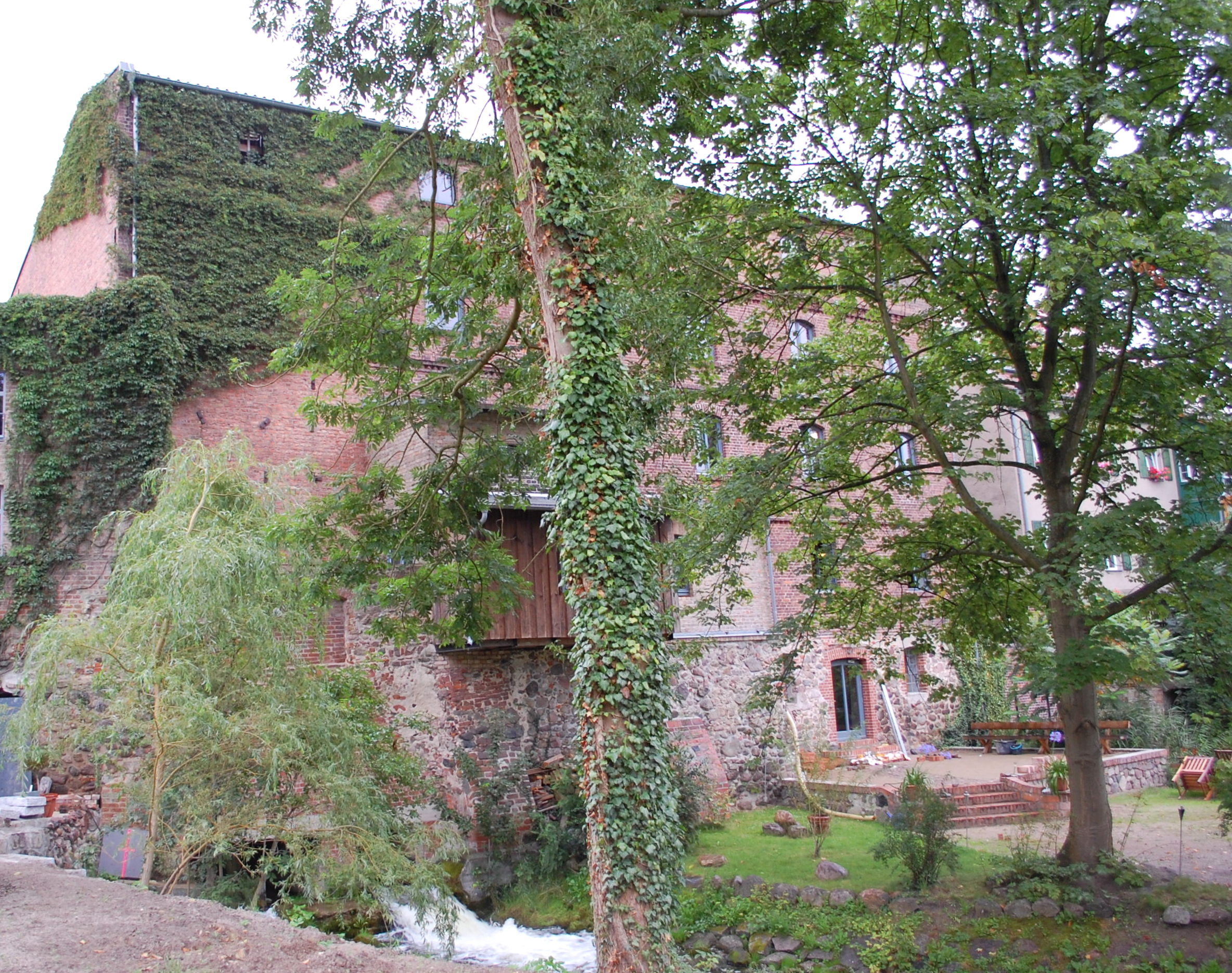
Alte Mühle Templin

Die Alte Mühle Templin ist eine denkmalgeschützte ehemalige Wassermühle in Templin in Brandenburg.

## Lage
Sie befindet sich im westlichen Teil der Templiner Altstadt, westlich vor dem Mühlentor der historischen Templiner Stadtbefestigung an der Adresse Am Mühlentor 1. Die Mühle liegt am linken Ufer des Templiner Kanals, der den Stadtsee mit dem Röddelinsee verbindet.

## Architektur und Geschichte
Eine erste urkundliche Erwähnung ist aus dem Jahr 1320 überliefert. Andere Angaben nennen bereits die Mitte des 13. Jahrhunderts. Die Wassermühle stand über mehrere Jahrhunderte hinweg im Eigentum der Stadt Templin. Mehrfach wurde sie durch Brände zerstört. 1574 kam es nach einem Dammbruch am Dolgensee zu einer Überschwemmung, die auch die Mühle beschädigte. Die Alte Mühle Templin wurde jedoch jeweils wieder aufgebaut. Die Mühle diente als Grütz-, Hirse-, Loh-, Schneide- und Walkmühle. In späterer Zeit erfolgte auch eine Nutzung als Getreidemühle. Bis in das Jahr 1990 war sie als Getreidemühle Betriebsteil der Neubrandenburger Mühlenwerke, wurde dann jedoch stillgelegt.
In den Jahren 2005/2006 wurde das Gebäude in Teilbereichen ausgebaut und auf zwei Geschossen als Fitnessstudio betrieben. 2020/2021 erfolgte eine grundhafte Sanierung des gesamten Gebäudes. Es wird nun für Wohn- und Geschäftszwecke genutzt.